# Salmijärvi (Jukkasjärvi socken, Lappland, 750727-175625)
Salmijärvi är en sjö i Kiruna kommun i Lappland och ingår i Torneälvens huvudavrinningsområde. Sjön har en area på 0,0794 kvadratkilometer och ligger 337,6 meter över havet.

## Delavrinningsområde
Salmijärvi ingår i det delavrinningsområde (750933-175360) som SMHI kallar för Ovan 751319-175324. Medelhöjden är 333 meter över havet och ytan är 22,78 kvadratkilometer. Det finns ett avrinningsområde uppströms, och räknas det in blir den ackumulerade arean 34,98 kvadratkilometer. Puolisjoki som avvattnar avrinningsområdet har biflödesordning 2, vilket innebär att vattnet flödar genom totalt 2 vattendrag innan det når havet efter 325 kilometer. Avrinningsområdet består mestadels av skog (73 procent) och sankmarker (25 procent). Avrinningsområdet har 0,42 kvadratkilometer vattenytor vilket ger det en sjöprocent på 1,9 procent.